# 福岡市道天神那の津線
福岡市道天神那の津線（ふくおかしどうてんじんなのつせん）は、福岡市の都心部の一部とされる中央区天神の北部にあり、天神三丁目の天神北交差点から北北西に向かって、同区長浜一丁目の須崎浜西交差点に至る市道（幹線一級市町村道）である。全長は322.42メートルと短いが、都心部と臨海部との連携を図るための交通ネットワークの一部を担っている。

## 概要
この路線の特徴は、全長が福岡市の「都心部」にあり、その中に含まれる3地区の「都心核」一つである天神・渡辺通地区と博多港の臨海部に面する臨港道路のネットワークとを結んでいることである。
また、この路線に接続する臨港道路那A-4号線の途中に福岡高速環状線の天神北出入口があり、天神地区から都市高速道路を経由してシーサイドももちなどの方面へ向かう路線バスが通過するため、時間帯によっては渋滞が発生するものの、この路線は都心と西の副都心とを短時間で繋げることにも貢献している。

## 接続する主な通り
| 交差する道路                     | 市町村名 | 市町村名 | 交差する場所 | 交差する場所             |
| -------------------------------- | -------- | -------- | ------------ | ------------------------ |
| 福岡県道602号後野福岡線          | 福岡市   | 中央区   | 天神三丁目   | 天神北交差点、起点       |
| 市道千鳥橋唐人町線（那の津通り） | 福岡市   | 中央区   | 天神三丁目   | 那の津口交差点           |
| 臨港道路那A-4号線                | 福岡市   | 中央区   | 長浜一丁目   | 須崎浜西（）交差点、終点 |

## 接続、近接する主な施設
- イオンショッパーズ福岡店
- 九州朝日放送
- 福岡競艇場[注釈 8]